# Christopher John Reuel Tolkien
Christopher John Reuel Tolkien, angleški akademski urednik, * 21. november 1924, Leeds, Združeno kraljestvo, † 16. januar 2020, Draguignan, Francija.
Kot sin pisatelja in akademika J. R. R. Tolkiena je Christopher Tolkien uredil večino očetovih po smrti objavljenih del, vključno s Silmarillionom in dvanajst zvezkov (ter en zvezek seznamov) Zgodovine Srednjega Sveta. Tolkien je narisal tudi izvirne zemljevide za očetovo knjigo Gospodar prstanov. Poleg očetovih nedokončanih del je uredil tri pripovedi Geoffreyja Chaucerja (z Nevillom Coghillom) in očetov prevod romana Sir Gawain in zeleni vitez.
V starosti se je preselil v jugovzhodno Francijo in postal francoski državljan.

## Zgodnje življenje
Tolkien se je rodil v Leedsu v Angliji kot tretji od štirih otrok in najmlajši sin Johna Ronalda Reuela in Edith Mary Tolkien (rojene Bratt). Izobraževal se je na šoli Dragon School (Oxford) in pozneje na šoli The Oratory School.
Sredi leta 1943 je vstopil v Kraljeve letalske sile in bil poslan v Južno Afriko na letalsko usposabljanje, kjer je opravil osnovni tečaj letenja na 7. letalski šoli v Kroonstadu in službeni tečaj letenja na 25. letalski šoli v Standertonu. 27. januarja 1945 je bil kot častnik pilot na preizkušnji (v sili) vpoklican v vejo za splošne naloge prostovoljne rezerve Kraljevih letalskih sil in je dobil službeno številko 193121. Kratek čas je služil kot pilot RAF, nato pa je 28. junija 1945 prestopil v prostovoljno rezervo Kraljeve mornarice. Njegovo pooblastilo je bilo potrjeno in 27. julija 1945 je bil povišan v častnika letenja (vojni dodatek).
Po vojni je študiral angleščino na Trinity College, Oxford, kjer je leta 1949 diplomiral in nekaj let pozneje še magistriral.

## Kariera
Tolkien je bil dolgo del kritičnega občinstva očetovega leposlovja, najprej je kot otrok poslušal zgodbe o Bilbu Bisaginu (ki so bile objavljene kot Hobit), nato pa je kot najstnik in mladostnik ponudil veliko pripomb na Gospodarja prstanov v času njegovega 15-letnega nastajanja. Njegova naloga je bila razlagati očetove včasih samosvoje zemljevide Srednjega sveta, da bi pripravil različice, uporabljene v knjigah, glavni zemljevid pa je konec sedemdesetih let 20. stoletja ponovno narisal, da bi razjasnil črke ter popravil nekatere napake in izpuste. Ko je bil C. Tolkien star 21 let, ga je oče povabil, naj se pridruži Inklingom, in tako je postal najmlajši član neuradne literarne razpravljalne družbe, v kateri so bili še C. S. Lewis, Owen Barfield, Charles Williams, Warren Lewis, Lord David Cecil in Nevill Coghill.
Objavil je knjigo Saga o kralju Heidreku Modrem: »Pozneje je C. Tolkien sledil očetovim stopinjam in med letoma 1964 in 1975 postal predavatelj in učitelj angleškega jezika na New Collegeu v Oxfordu.
Leta 2016 je prejel Bodleyjevo medaljo, nagrado, ki se podeljuje za izjemne prispevke k literaturi, kulturi, znanosti in sporazumevanju.

### Uredniško delo
Njegov oče je napisal veliko gradiva, povezanega z legendarnim svetom Srednjega sveta, ki za časa njegovega življenja ni bilo objavljeno. John Ronald Reuel Tolkien je sprva nameraval objaviti Silmarillion skupaj z Gospodarjem prstanov in ob njegovi smrti leta 1973 so bili deli tega dela v dokončanem stanju, vendar je bil projekt nedokončan. John Ronald Reuel Tolkien je sina nekoč označil za svojega »glavnega kritika in sodelavca«, v oporoki pa ga je imenoval za svojega literarnega izvršitelja. Mlajši Tolkien je uredil množico očetovih neobjavljenih spisov, od katerih so bili nekateri napisani na čudnih koščkih papirja pred pol stoletja. Velik del gradiva je bil napisan na roko; pogosto je bil pošten osnutek napisan na napol izbrisanem prvem osnutku, imena likov pa so se med začetkom in koncem istega osnutka pogosto spreminjala. V naslednjih letih je C. Tolkien obdelal rokopise in leta 1977 pripravil izdajo Silmarilliona za objavo (del tega časa je bil njegov pomočnik zelo mlad Guy Gavriel Kay).
Silmarillionu so leta 1980 sledile Nedokončane zgodbe, med letoma 1983 in 1996 pa Zgodovina Srednjega sveta v 12 zvezkih. Večina izvirnih izvirnih besedil, iz katerih je bil Silmarillion zgrajen, je bila objavljena. Aprila 2007 je C. Tolkien objavil Húrinova otroka, katerih zgodbo je njegov oče med letoma 1951 in 1957 pripeljal do razmeroma popolne stopnje razvoja, preden jo je opustil. To je bila ena od očetovih najzgodnejših zgodb, njena prva različica sega v leto 1918; več različic je objavljenih v Silmarillionu, Nedokončanih zgodbah in Zgodovini Srednjega sveta. Húrinova otroka je skupek teh in drugih virov. Beren in Lúthien je uredniško delo in je leta 2017 izšla kot samostojna knjiga.
Naslednje leto je izšel Padec Gondolina, prav tako kot uredniško delo. Húrinova otroka, Beren in Lúthien ter Padec Gondolina sestavljajo tri »velike zgodbe« Starših dni, ki so po mnenju John Ronald Reuel Tolkien največje zgodbe Prvega veka.
Pri založbi HarperCollins so izšla tudi druga dela J. R. R. Tolkiena, ki jih je uredil Christopher in niso povezana s Srednjim svetom. Maja 2009 je izšla Legenda o Sigurdu in Gudrunu, ki je pesniška pripoved nordijskega cikla Völsung, maja 2013 je sledila knjiga The Fall of Arthur, maja 2013 pa Beowulf: prevod in komentarji maja 2014.
C. Tolkien je bil predsednik družbe Tolkien Estate, Ltd. (glej tudi Tolkien Estate), ustanovljene za upravljanje poslovne plati očetove literarne zapuščine, in skrbnik dobrodelnega sklada Tolkien Charitable Trust. Leta 2017 je odstopil s položaja direktorja.

### Odzivi na filmske različice
Leta 2001 je izrazil dvome o filmski trilogiji Gospodar prstanov, ki jo je režiral Peter Jackson in podvomil o izvedljivosti filmske interpretacije, ki bi ohranila bistvo dela, vendar je poudaril, da je to le njegovo mnenje. Leta 2012 je v intervjuju za Le Monde kritiziral filme in dejal: »Izpraznili so knjigo in posneli akcijski film za 15- do 25-letnike«.
Leta 2008 je Tolkien sprožil sodni postopek proti New Line Cinema, ki naj bi njegovi družini dolgoval 80 milijonov funtov neizplačanih avtorskih honorarjev. Septembra 2009 sta s podjetjem New Line dosegla nerazkrito poravnavo in umaknil je svoje pravno nasprotovanje filmom o Hobitu.

## Osebno življenje
C. Tolkien je bil dvakrat poročen. Imel je dva sinova in eno hčerko.
Prvič se je poročil leta 1951 s kiparko Faith Lucy Tilly Tolkien (rojeno Faulconbridge) (1928-2017). Po razhodu leta 1964 sta se leta 1967 ločila. Njeno delo je razstavljeno v National Portrait gallery. Njun sin je odvetnik in pisatelj Simon Mario Reuel Tolkien.
Christopher Tolkien in Baillie Tolkien (rojena Klass) sta se poročila leta 1967. Leta 1975 sta se preselila na francosko podeželje, kjer je za posmrtno objavo uredila pisma svojega tasta The Father Christmas Letters. Imela sta dva otroka, Adama Reuela Tolkiena in Rachel Clare Reuel Tolkien.
Po sporu, ki je spremljal snemanje filmske trilogije Gospodar prstanov, naj Christopher ne bi odobraval stališč svojega sina Simona Tolkiena. Christopher je menil, da je Gospodar prstanov »posebej neprimeren za pretvorbo v vizualno dramsko obliko«, medtem ko se je njegov sin kot svetovalec vključil v serijo. Pozneje sta se pobotala, Simon pa je enega od svojih romanov posvetil očetu.
Christopher Tolkien je umrl 16. januarja 2020 v starosti 95 let v Draguignanu v francoskem departmaju Var.

### Kot avtor ali prevajalec
- Tolkien, Christopher (1953-1957). The Battle of the Goths and the Huns (Bitka med Goti in Huni); saga; del 14, str. 141-63. Arhivirano iz prvotnega spletišča 9. oktobra 2022.
- "Introduction" to G. Turville-Petre, (Vikinško društvo za severne raziskave), 1956, popravljen ponatis 1976), str. xi-xx.
- The Saga of King Heidrek the Wise (Saga o kralju Heidreku Modrem). Prevedel ---. 1960. Arhivirano iz prvotnega spletišča 9. oktobra 2022, iz islandskega Hervarar saga ok Heiðreks

### Kot urednik
- Geoffrey Chaucer (1958) [1387-1400]. ---; Nevill Coghill (ur.). The_Nun's_Priest's_Tale (Zgodba o nuninem duhovniku).
- Geoffrey Chaucer (1959) [1387-1400]. ---; Nevill Coghill (ur.). The_Pardoner's_Tale.
- Geoffrey Chaucer (1969) [1387-1400]. ---; Nevill Coghill (ur.). The_Man_of_Law's_Tale.
- ---, ed. (1975). Sir Gawain and the Green Knight, Pearl, and Sir Orfeo (Sir Gawain in zeleni vitez, Perla in Sir Orfej). Prevedel John Ronald Reuel Tolkien
- John Ronald Reuel Tolkien (1977). --- (ur.). The_Silmarillion|The Silmarillion (Silmarillion), ISBN 9780395257302
- John Ronald Reuel Tolkien (1979). --- (ur.). Pictures by J. R. R. Tolkien (Slike J. R. R. Tolkiena), ISBN 9780047410031
- John Ronald Reuel Tolkien (2010) [1980]. --- (ur.). Unfinished_Tales (Nedokončane zgodbe), ISBN 978-0261102163
- Humphrey Carpenter; ---, eds. (2005) [1981]. The_Letters_of_J._R._R._Tolkien (Pisma J. R. R. Tolkiena), ISBN 978-0261102651
- John Ronald Reuel Tolkien (2007) [1983]. --- (ur.).  The_Monsters_and_the_Critics,_and_Other_Essays (Pošasti in kritiki ter drugi eseji), ISBN 978-0261102637
- John Ronald Reuel Tolkien (1983-2002). --- (ur.). The_History_of_Middle-earth (Zgodovina Srednjega sveta), ISBN 978-0008259846
- John Ronald Reuel Tolkien (1983). --- (ur.). The_Book_of_Lost_Tales (Nedokončane zgodbe) 1. del, ISBN 978-0261102224
- John Ronald Reuel Tolkien (1984). --- (ur.). The_Book_of_Lost_Tales (Nedokončane zgodbe) 2. del. Vol. 2, ISBN 978-0261102149
- John Ronald Reuel Tolkien (1985). --- (ur.). The_Lays_of_Beleriand (Lega Belerianda) Zv. 3, ISBN 978-0261102262
- John Ronald Reuel Tolkien (1986). --- (ur.). The_Shaping_of_Middle-earth (Oblikovanje Srednjega sveta). Zv. 4, ISBN 9780261102187
- John Ronald Reuel Tolkien (1987). --- (ur.). The_Lost_Road_and_Other_Writings (Izgubljena pot in drugi spis, Zv. 5., ISBN 9780007348220
- John Ronald Reuel Tolkien (1988). --- (ur.). The Return of the Shadow (Vrnitev sence). Zv. 6., ISBN 9780007365302
- John Ronald Reuel Tolkien (1989). --- (ur.). The Treason of Isengard (Izdaja Isengarda). Zv. 7., ISBN 978-0395515624
- John Ronald Reuel Tolkien (1990). --- (ur.). The War of the Ring (Vojna za prstan) Zv. 8., ISBN 978-0261102231
- John Ronald Reuel Tolkien (1992). --- (ur.). Sauron Defeated (Sauronov poraz) Zv. 9., ISBN 978-0395606490
- John Ronald Reuel Tolkien (1993). --- (ur.). Morgoth's Ring (Morgothov prstan). Zv. 10., ISBN 978-0261103009
- John Ronald Reuel Tolkien (1994). --- (ur.). The War of the Jewels (Vojna za dragulje). Zv. 11., ISBN 978-0261103245
- John Ronald Reuel Tolkien (1996). --- (ur.). The Peoples of Middle-earth (Ljudstva Srednjega sveta++). Zv. 12., ISBN 978-0261103481
- John Ronald Reuel Tolkien (2002). --- (ur.). The History of Middle-earth Index (Kazalo zgodovine Srednjega sveta).
- John Ronald Reuel Tolkien (2007). --- (ur.). The Children of Húrin (Húrinova otroka), ISBN 978-0007597338
- John Ronald Reuel Tolkien (2009). --- (ur.). The Legend of Sigurdu and Gudrunu, ISBN 978-0007317240
- John Ronald Reuel Tolkien (2013). --- (ur.). The Fall of Arthur (Arturjev padec), ISBN 978-0007557301
- ---, ed. (2014). Beowulf:_A_Translation_and_Commentary (Beowulf: prevod in komentarji). prevedel Tolkien, J. R. R., ISBN 978-0007590094
- John Ronald Reuel Tolkien (2017). --- (ur.). Beren and Lúthien, ISBN 978-0008214197
- John Ronald Reuel Tolkien (2018). --- (ur.). The Fall of Gondolin (Padec Gondolina), ISBN 978-0008302757